# Le Fard de Ginza
Pour plus de détails, voir Fiche technique et Distribution.
Le Fard de Ginza (銀座化粧, Ginza keshō) est un film japonais réalisé par Mikio Naruse, sorti en 1951.

## Synopsis
Yukiko travaille comme hôtesse au « Bel-Ami », un bar du quartier de Ginza à Tokyo. Elle élève seul son jeune fils Haruo et vit à l'étage d'une petite maison occupée au rez-de-chaussée par une professeure de musique nagauta. Fujimura, son ancien amant et père de Haruo, lui rend visite de temps en temps pour lui emprunter de l'argent. Désabusée, elle garde quand même l'espoir de rencontrer l'âme sœur et refaire sa vie, comme les autres femmes de sa condition.

## Fiche technique
- Titre français : Le Fard de Ginza

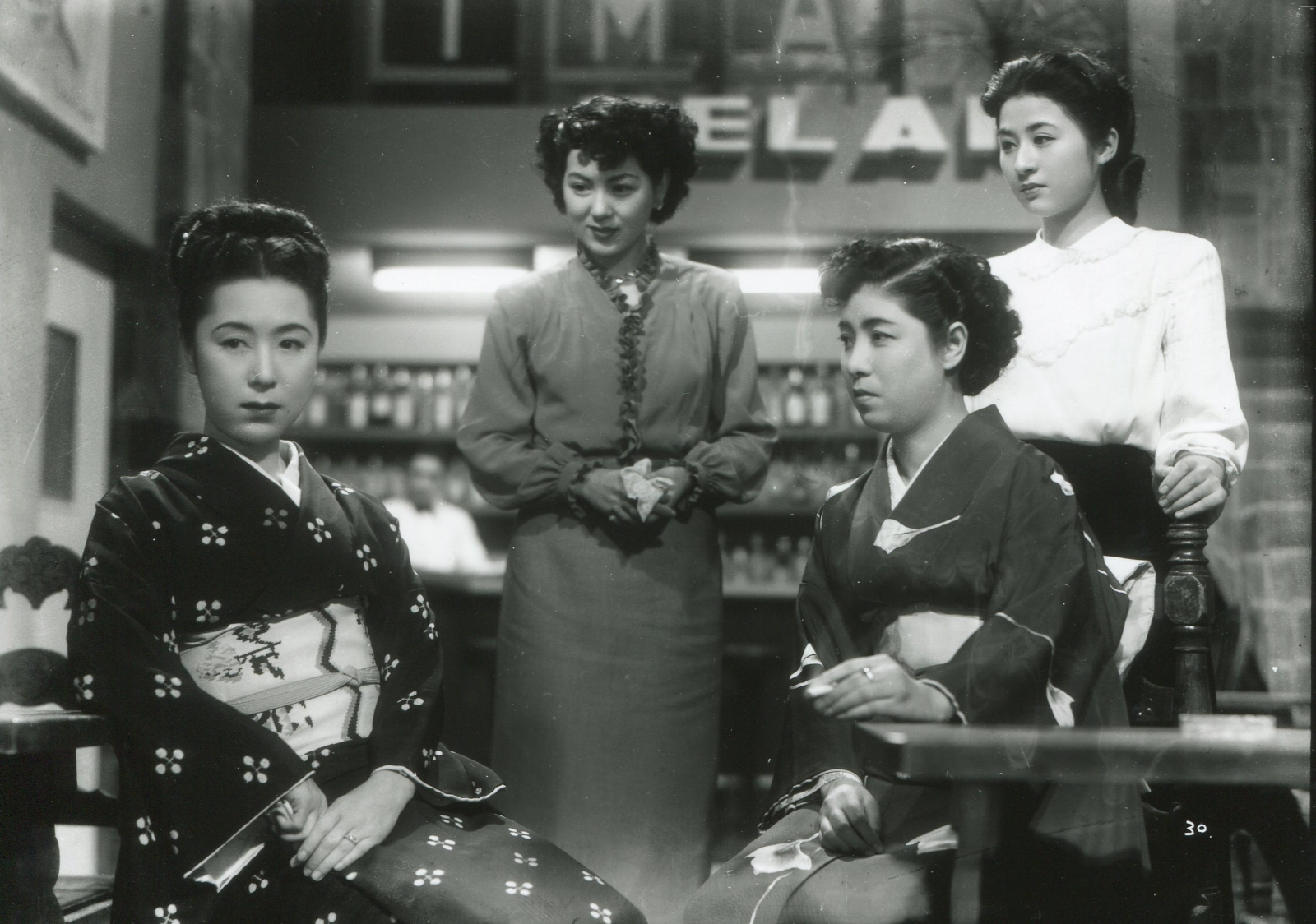
Scène du film avec Kinuyo Tanaka,, et Kyōko Kagawa.

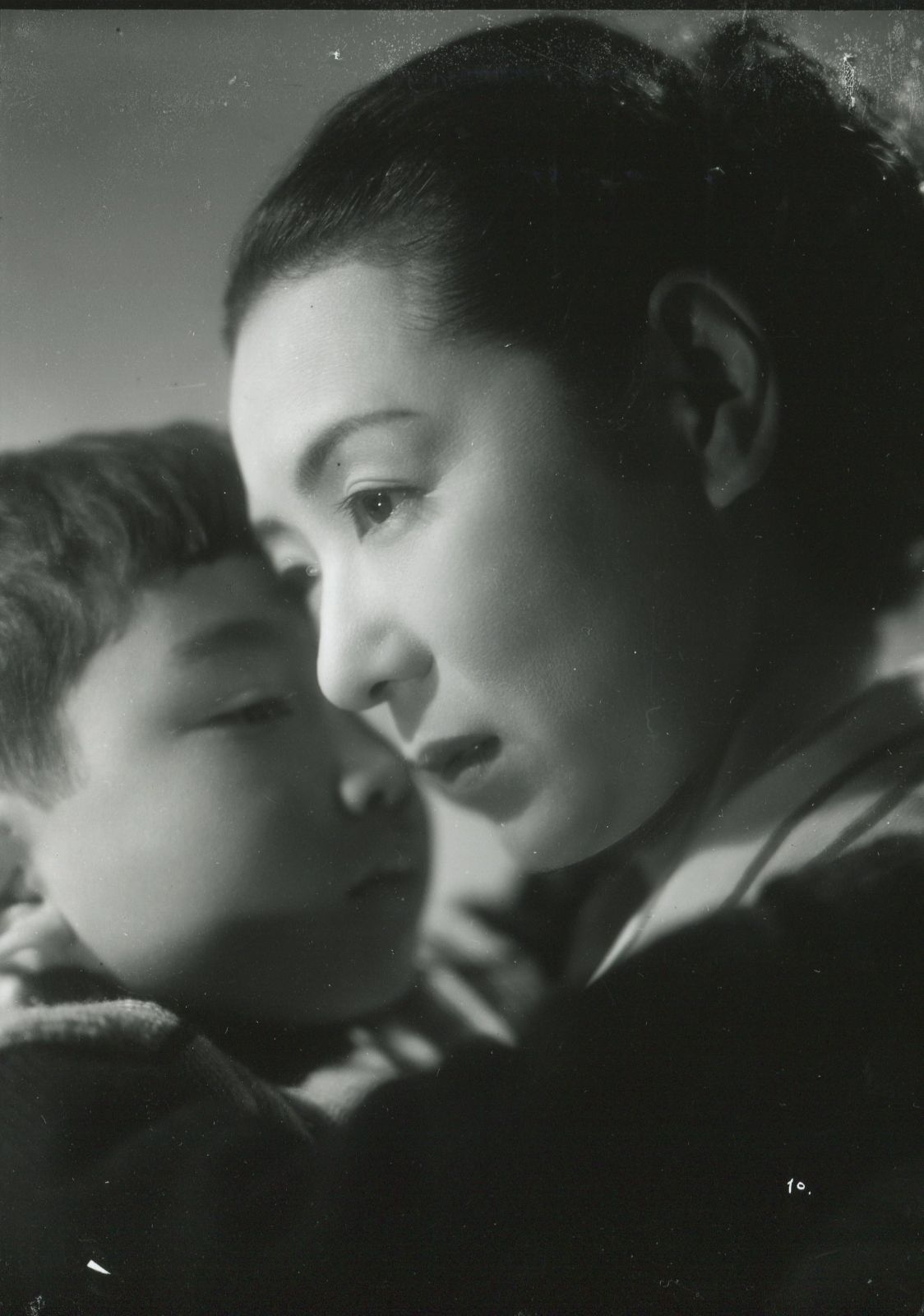
Scène du film avec Kinuyo Tanaka et Yoshihiro Nishikubo.

- Titre alternatif : Les Lumières de Tokyo[1]
- Titre original : 銀座化粧 (Ginza keshō?)
- Réalisation : Mikio Naruse
- Assistant réalisateur : Teruo Ishii
- Scénario : Matsuo Kishi, d'après le roman de Tomoichirō Inoue
- Photographie : Akira Mimura
- Montage : Hidetoshi Kasama
- Décors : Takashi Kōno
- Musique : Seiichi Suzuki
- assistant réalisateur : Teruo Ishii
- Producteur : Motohiko Itō
- Société de production : Shintōhō
- Pays de production :  Japon
- Langue originale : japonais
- Format : noir et blanc - 1,37:1 - 35 mm - son mono
- Genre : drame
- Durée : 87 minutes[2]
- Dates de sortie : 
  - Japon : 14 avril 1951[2]

## Distribution
- Kinuyo Tanaka : Yukiko Tsuji
- Yoshihiro Nishikubo : Haruo, le fils de Yukiko
- Ranko Hanai : Shizue Sayama, l'amie de Yukiko
- Kyōko Kagawa : Kyōko, une hôtesse du « Bel-Ami »
- Yūji Hori (ja) : Kyosuke Iwagawa
- Eijirō Tōno : Heibei Kanno
- Yoshio Kosugi : Eijirō Kasai, le protecteur de Shizue
- Masao Mishima : Tasuzō Fujimura
- Haruo Tanaka : Gonroku Shirai
- Tamae Kiyokawa (ja) : Saku Kineya, la professeur de musique nagauta
- Eijirō Yanagi : Seikichi Kineya, son mari
- Kiyoko Tsuji (ja) : Sachiko, la propriétaire du « Bel-Ami »
- Shigeru Ogura : le client désargenté du « Bel-Ami »
- Kyōko Akemi (ja) : Akemi, une hôtesse du « Bel-Ami »
- Kikuko Hanaoka (ja) : Toshiko, une hôtesse du « Bel-Ami »

## Autour du film
Le film est adapté d'un roman de Matsuo Kishi dont Mikio Naruse a obstinément voulu acquérir les droits, il en confie le scénario à son ami et biographe Matsuo Kishi.
Le Fard de Ginza, son 58e film, marque le retour au premier plan de Mikio Naruse après les années difficiles de la guerre et du début de l'après guerre.